# Bulles en fureur
 (juin 2013).
Si vous disposez d'ouvrages ou d'articles de référence ou si vous connaissez des sites web de qualité traitant du thème abordé ici, merci de compléter l'article en donnant les références utiles à sa vérifiabilité et en les liant à la section « Notes et références ».
Bulles en Fureur est un prix littéraire consacré à la bande dessinée.

## Origine
Né en 1991 et décerné dès 1992, ce prix est issu de la rencontre d'André-Georges Hamon et d'Alain Noblet, un libraire rennais. Ce prix est décerné par l'ensemble des Directions départementales de la protection judiciaire de la jeunesse (DDPJJ) de France. 
Depuis son origine, il cherche à « faire de la lecture un acte éducatif ». La particularité de ce prix réside dans le fait que des milliers d'adolescents élisent un album parmi une sélection établie par des spécialistes BD. Ainsi, les jeunes de toute la France, répartis en dizaines de jurys, départagent douze BD en compétition. 

## Description
Lutte contre l'illettrisme et formation des citoyens
Les jurés, âgés de 10 à 18 ans, bénéficient tous de différents suivis socio-éducatifs dans le cadre des DDPJJ. Intéresser les jeunes en difficulté à la lecture, par le biais de la bande dessinée, est son but. C'est aussi les inciter à développer leur sens critique, à respecter les idées des autres et en faire des citoyens.
Catégories
Le prix « Bulles en fureur - André-Georges Hamon » est décerné dans deux catégories : « ados » et  « préados ».
Dénomination
Le prix « Bulles en fureur - André-Georges Hamon » rend hommage à l'un de ses créateurs, André-Georges Hamon, après son décès en 1999. C'est comme directeur adjoint de la Direction départementale de la protection judiciaire et de la jeunesse d'Ille-et-Vilaine qu'il crée en 1991 le prix de bande dessinée Bulles en fureur.

## Palmarès du Prix Ados
- 1992 : Bout d’Homme, T.1 – L’enfant et le rat de Jean-Charles Kraehn, Éditions Glénat
- 1993 : L'oiseau noir de Jean-Paul Dethorey et Serge Le Tendre, Éditions Dupuis
- 1994 : Soda, T.5 - Fureur chez les saints de Philippe Tome et Bruno Gazzotti, Éditions Dupuis
- 1995 : Tendre Banlieue, T.9 – Madrid de Tito, Éditions Casterman
- 1996 : L'Autoroute du soleil de Baru, Éditions Casterman
- 1997 : Titeuf, T.5 - ...et le derrière des choses de Zep, Éditions Glénat
- 1998 : Sasmira, T.1 – L’appel de Laurent Vicomte, Les Humanoïdes associés
- 1999 : Sillage, T.1 – À feu et à cendres de Jean-David Morvan et Philippe Buchet, Éditions  Delcourt
- 2000 : Golden City, T.1 – Pilleurs d’épaves de Daniel Pecqueur et Nicolas Malfin, Éditions Delcourt
- 2001 : Moréa, T.1 – Le sang des anges de Scotch Arleston et Thierry Labrosse, Éditions Soleil
- 2002 : Nocturnes rouges, T.1 – Sang noir d'Emmanuel Nhieu, Éditions Soleil
- 2003 : Les Contes du Korrigan, T.1 - Les Trésors enfouis de Ronan et Erwan Lebreton, Jean-Luc Istin, Frédéric Peynet et Guy Michel, Éditions Soleil
- 2004 : Luuna, T.2 – Le Crépuscule du Lynx de Crisse et Nicolas Keramidas, Éditions Soleil
- 2005 : Mèche rebelle, T.1 – Kim de Matteo et Zidrou, Éditions Dupuis
- 2006 : Les Crossovers de Robert Rodi et Mauricet, Éditions SEMIC
- 2007 : Nic Oumouk, T.1 - Total souk pour... de Manu Larcenet, Éditions poisson pilote
- 2008 : Alim le tanneur, T.1 – Le secret des eaux, Wilfrid Lupano et Augustin, Éditions Delcourt
- 2009 : Nanami, T.2 - L’Inconnu d'Éric Corbeyran, Amélie Sarn & Nauriel, Éditions Dargaud
- 2010 : Caravane, T.1 – Mila d'Olivier Milhiet, Éditions Delcourt
- 2011 : Arabico, T.1 - Liberté de Halim Mahmoudi, Éditions Soleil
- 2012 : Zombillénium, T.1 - Gretchen d'Arthur De Pins,  Éditions Dupuis
- 2013 : Chambre A2 de Julien Parra, Emmanuel Proust
- 2014 : King's Game, T.1 de Hitori Renda et Nobuaki Kanazawa, Ki-oon

## Palmarès du prix Pré-ados
- 1999 : Les Aventures des Moineaux, T.2 – La machine à remonter le temps de Louis Alloing & Rodolphe, Éditions Glénat
- 2000 : Pyrénée de Régis Loisel et Philippe Sternis, Vents d'Ouest
- 2001 : Kilte le picte, T.1 - La colère de Tyrlyr de Frank Victoria, Éditions Delcourt
- 2002 : Malika Secouss, T.4 - Groove ton chemin de Téhem, Éditions Glénat
- 2003 : Violine, T.1 - Les yeux de la tête de Tronchet et Fabrice Tarrin, Éditions Dupuis
- 2004 : Parker & Badger, T.1 - Duo de choc de Marc Cuadrado, Éditions Dupuis
- 2005 : Les Démons d’Alexia, T.1 - L’héritage de Benoît  Ers et Vincent Dugomier, Éditions Dupuis
- 2006 : Matt & Higgins, T.2 – Rendez-vous de François Roussel, Éditions Dupuis
- 2007 : Diego de la SPA, T.1 de Coyote et Éric Cartier, Fluide Glacial
- 2008 : Serge le Hamster de l’enfer, T.1 - Hamsterminator de Florence Torta et Philippe Cardona, Éditions Carabas
- 2009 : Campus - L’Heure de Greenwich de Francesco Artibani, Medri et Di Salvo, Panini Comics
- 2010 : Amulet, T.1 - Le gardien de la pierre de Kazu Kibuishi, Éditions AKILEOS
- 2011 : Powa, T.1 - Le Chêne de Ben Fiquet, Éditions Delcourt
- 2012 : La Balade de Yaya, T.1 - La Fugue de Jean-Marie Omont et Golo Zhao, Éditions FEI
- 2013 : Mistinguette, T.1 - En quête d’amour de Greg Tessier et Amandine, Jungle
- 2014 : Louca, T.1 - Coup d'envoi de Bruno Dequier, Éditions Dupuis